# Magdalena Krukowska
Magdalena Krukowska (16 de julio de 1987) es una deportista polaca que compitió en piragüismo en la modalidad de aguas tranquilas. Ganó dos medallas en el Campeonato Mundial de Piragüismo entre los años 2010 y 2011, y dos medallas en el Campeonato Europeo de Piragüismo entre los años 2009 y 2013.

## Palmarés internacional
| Campeonato Mundial | Campeonato Mundial          | Campeonato Mundial | Campeonato Mundial |
| Año                | Lugar                       | Medalla            | Competición        |
| ------------------ | --------------------------- | ------------------ | ------------------ |
| 2010               | Poznań (Polonia)            | Medalla de bronce  | K4 500 m           |
| 2011               | Szeged (Hungría)            | Medalla de plata   | K2 200 m           |
| Campeonato Europeo |                             |                    |                    |
| Año                | Lugar                       | Medalla            | Competición        |
| 2009               | Brandeburgo (Alemania)      | Medalla de bronce  | K4 500 m           |
| 2013               | Montemor-o-Velho (Portugal) | Medalla de plata   | K2 200 m           |